# 건선거

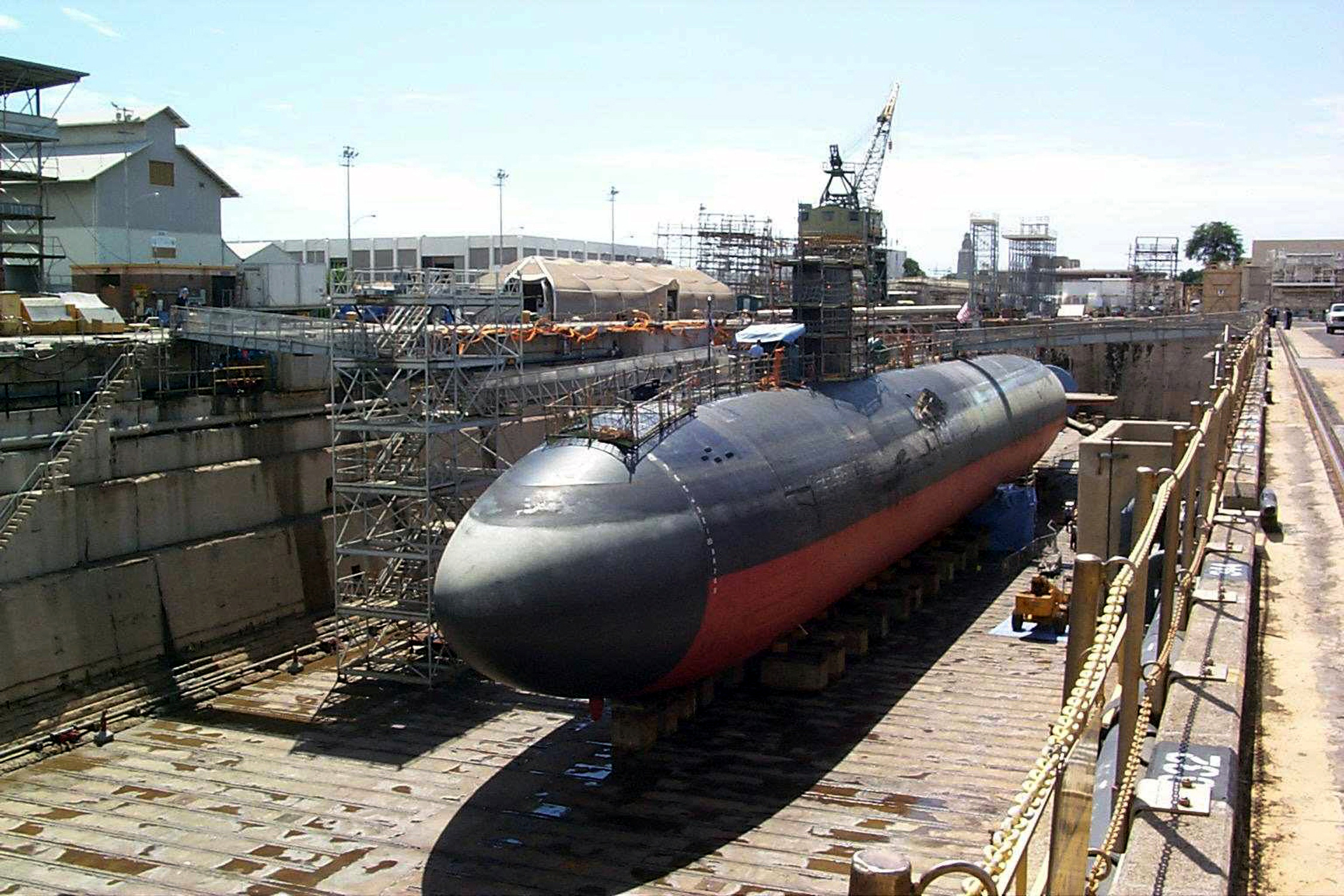
진주만의 건선거에 도크된 USS 그린빌 잠수함.

건선거(乾船渠) 또는 드라이독(도크)(영어: drydock)은 선박이 들어올 때 물을 채우고, 선박이 들어온 뒤에는 물을 뺄 수 있는 시설이다. 선박의 건조, 유지보수, 수리 등에 필수적으로 사용된다.
물 위에 띄어 놓는 것은 부선거(浮船渠) 또는 플로팅 도크(영어: floating drydock)라고 한다.

## 역사

### 중세 중국
중국에서 드라이도크의 사용은 적어도 10세기로 거슬러 올라간다. 1088년, 송나라의 과학자이자, 정치가인 심괄(1031–1095)은 그의 《몽계필담》에서 다음과 같이 썼다.
왕조가 시작될 때(965년경) 두 개의 성(현재 저장성과 남쪽의 장쑤성)이 각각 길이가 200피트가 넘는 두 척의 용선을 (황제에게) 선물했다. 상부 작업에는 궁전 같은 선실과 술집이 있는 여러 데크가 포함되어 있었으며, 왕좌와 소파가 모두 포함되어 있어 제국의 검사를 받을 준비가 되어 있었다. 오랜 세월이 흘러 선체는 부식되어 수리가 필요했지만, 물에 떠 있는 동안에는 작업이 불가능했다. 그래서 희녕 년간(+1068 ~ +1077)에 내시 황화신이 계획을 제안했다. 진명호 북쪽 끝에서 용선을 수용할 수 있는 큰 분지가 발굴되었고, 그 안에 기둥 기초 위에 무거운 횡보가 놓여 있었다. 그런 다음 (틈새가 생겨) 대야에 물이 빠르게 채워지고 배는 들보 위로 예인되었다. 그런 다음 (지금은 폐쇄되고 있음) 물은 바퀴에 의해 펌핑되어 배가 공중에서 완전히 정지했다. 수리가 완료되자 물이 다시 유입되어 배가 다시 한 번 부두를 떠날 수 있게 되었다. 마침내 들보와 기둥을 제거하고 대야 전체를 큰 지붕으로 덮어 선박이 과도한 노출로 인한 손상을 피할 수 있는 격납고를 만들었다.

그러한 크기의 선박을 위한 부두에는 75만 갤런의 물이 있었을 것으로 계산되었다. 로마시대에 나르니의 조선소가 아직도 연구되고 있는데, 이 조선소가 드라이 도크의 역할을 했을 것으로 추정된다.

### 르네상스 유럽

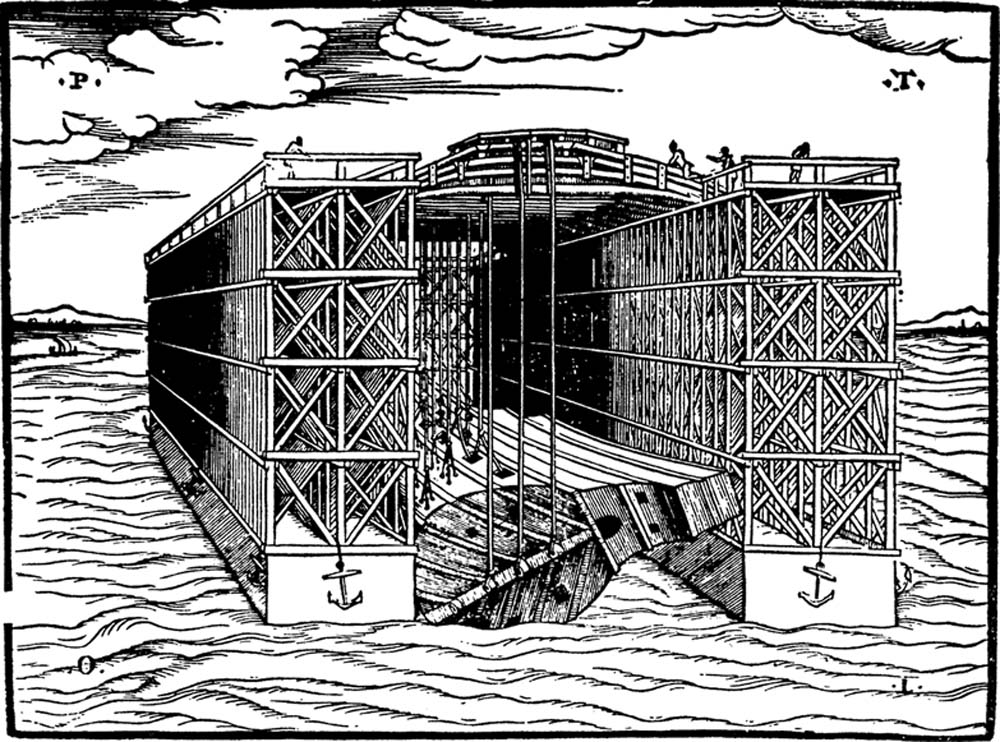
플로팅 도크. 베니스에서 나온 목판화 (1560)

최초의 현대 초기 유럽이자, 아직 사용 중인 가장 오래된 드라이 도크는 1495년 HMNB 포츠머스에서 영국의 헨리 7세에 의해 의뢰되었다.(튜더 해군 참조). 이 드라이 도크에는 현재 1차 세계 대전 모니터함 HMS M33이 있다.
플로팅 도크에 대한 가장 초기의 설명은 1560년 베니스에서 인쇄된 《인공 기계 해설》(Descrittione dell'artifitiosa machina)라는 이탈리아 소책자에서 비롯된 것 같다. 무명의 저자는 소책자에서 좌초된 선박의 구조를 위해 새로운 방법을 사용할 수 있는 특권을 요청하고, 그의 접근 방식을 설명하고 서술한다. 포함된 목판화에는 두 개의 큰 떠 있는 가대가 옆에 있어 선박 위의 지붕을 형성하는 선박이 표시된다. 배는 상부 구조에 부착된 다수의 로프에 의해 수직 위치로 당겨진다.

### 현대
생나제르의 아틀랑티크 조선소는 1,200 ☓ 60m의 세계에서 가장 큰 건물 중 하나를 소유하고 있다. 포르투갈 알마다에 있는 알프레도 다 실바 드라이 도크는 2000년에 폐쇄되었다. 지붕이 있는 가장 큰 드라이 도크는 독일 파펜부르크에 있는 독일 마이어 베르프트 조선소에 있으며, 길이 504m, 너비 125m, 높이 75m이다.
북아일랜드 벨파스트에 있는 할랜드 앤드 울프 중공업은 556 ☓ 93m의 대형 드라이 도크 부지이다. 거대한 크레인은 성서에 나오는 삼손과 골리앗의 이름을 따서 명명되었다.
662 ☓ 76m의 뉴포트 뉴스 조선소에 있는 드라이 도크 12는 미국에서 가장 큰 드라이 도크이다. 북미에서 가장 큰 플로팅 도크는 비거러스라고 한다. 그것은 윌라메테강을 따라 스완 아일랜드 산업 지역에서 포틀랜드의 비거 중공업에서 운영한다.

## 유형

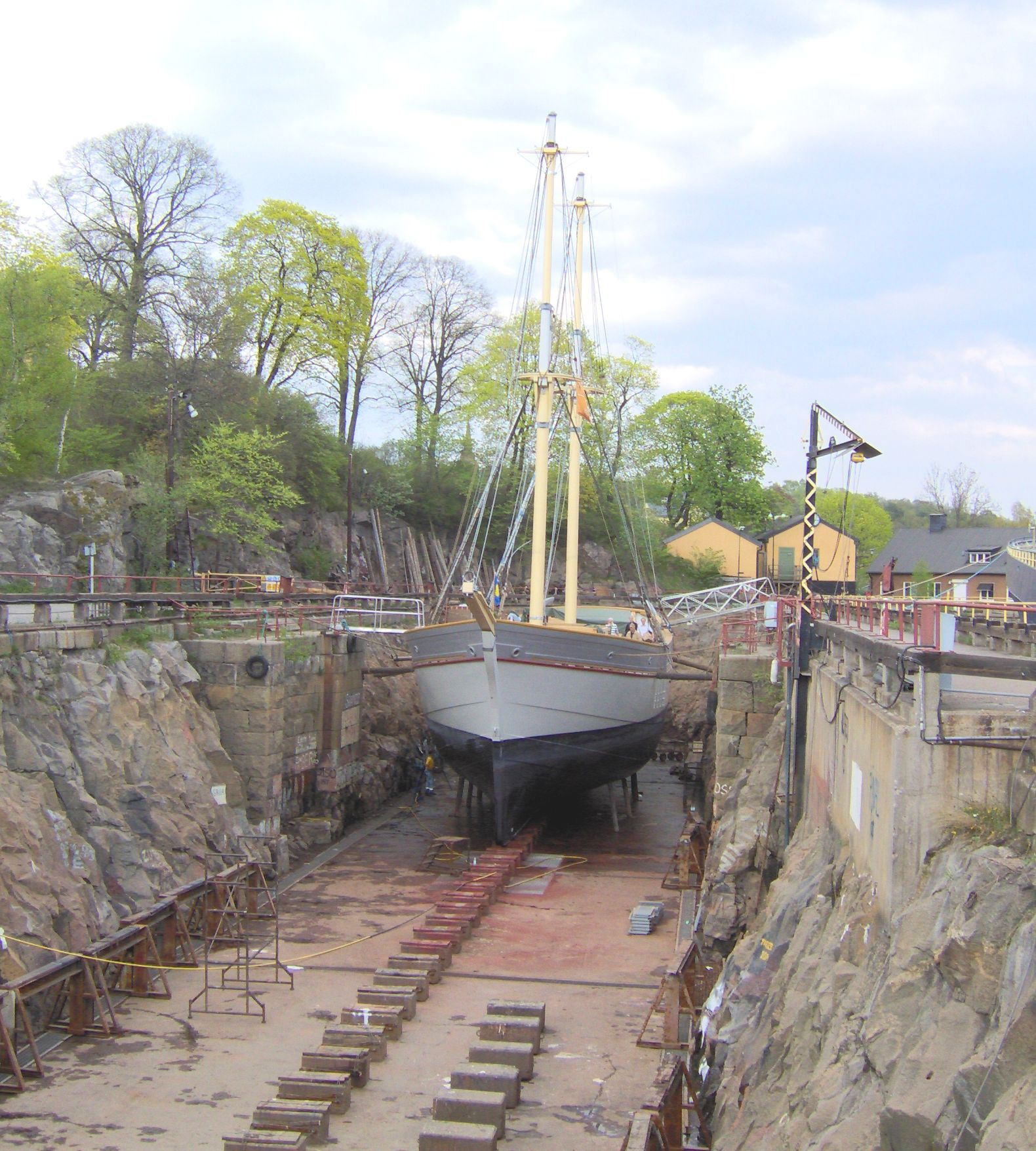
스톡홀름의 브릭 "트레 크로노르"가 스톡홀름 중앙의 벡홀멘 섬에 있는 역사적인 건선거 중 하나에 있다

### 그레이빙형
그레이빙 도크(graving dock)는 건선거의 전통적인 형태이다. 좁은 분지이며, 일반적으로 흙으로 된 둑과 콘크리트로 만들어지며, 문이나 케이슨으로 닫혀 있다. 문이 열린 상태로 배를 띄운 다음 문이 닫히고, 물이 펌프로 배출되면, 선박이 블록에 지지되어 있는 상태로 남아 있게 된다.
선박의 “도킹 계획”에 따라 킬 블록(keel block)과 빌지 블록(bilge block)이 도크 바닥에 배치된다. 드라이 도크의 일상적인 사용은 그레이빙(graving), 즉 청소, 따개비와 녹 제거, 선체 재도장을 위한 것이다.
잠수부가 배의 위치를 미세 조정하는 작업은 배를 조종할 수 있는 물이 아직 남아 있는 동안 수행할 수 있다. 지지 블록이 구조 부재와 일치하여 선박의 무게가 블록에 의해 지지될 때 선박이 손상되지 않도록 하는 것이 매우 중요하다. 일부 대잠전 군함에는 선체 아래에 소나돔이 돌출되어 있어 선체를 드라이독 바닥에서 몇 미터 위로 지지해야 한다.
나머지 물을 펌핑하면 선박을 자유롭게 검사하거나 수리할 수 있다. 배 작업이 끝나면 물이 들어올 수 있도록 문이 열리고 배는 조심스럽게 다시 뜨게 된다.

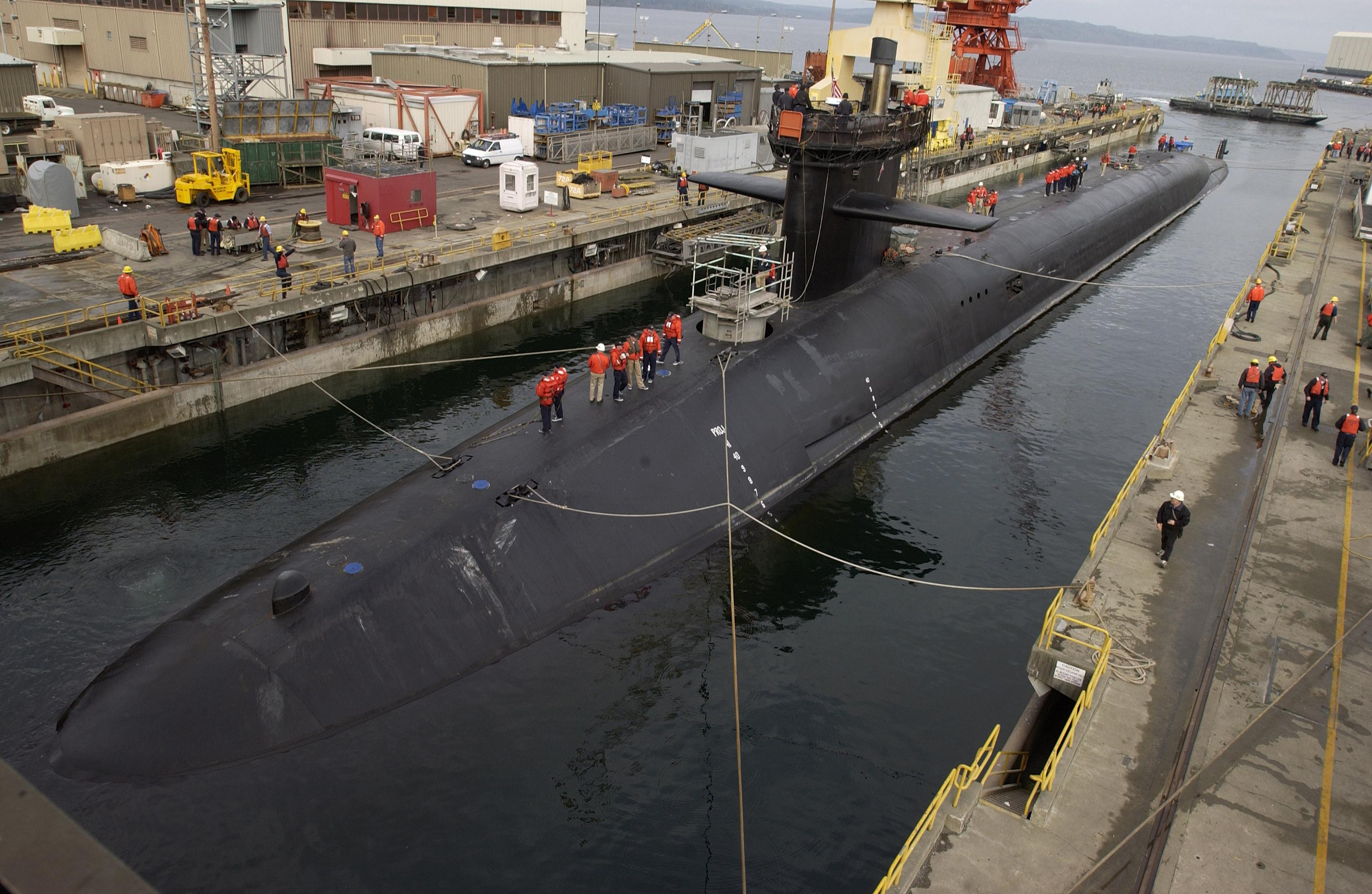
미해군의 미사일 잠수함 USS 미시간이 드라이독에 떠 있다

현대적인 그레이빙 도크는 박스 모양으로 되어 있어 보다 새롭고, 더 큰 선박을 수용할 수 있는 반면, 오래된 드라이 도크는 종종 그곳에 정박할 예정인 선박과 같은 모양을 하고 있다. 이러한 형태는 그러한 부두를 건설하기가 더 쉬웠고, 배를 측면 지지하기 더 쉬웠으며, 더 적은 양의 물을 펌핑해야 했기 때문에 유리했다.
해군 선박 건조에 사용되는 드라이 도크는 정찰 위성이 드라이 도크와 그 안에 있을 수 있는 모든 선박의 사진을 찍는 것을 방지하기 위해 지붕을 설치하는 경우가 있다. 제2차 세계 대전 중에 독일군은 연합군의 공습으로부터 잠수함을 보호하기 위해 요새화된 드라이 도크를 사용했다. (잠수함 펜 참조)
덮개가 있는 드라이 도크의 장점은 어떤 날씨에도 작업을 수행할 수 있다는 것이다. 이것은 현대 조선소에서 특히 지연으로 인해 높은 비용이 발생하는 유람선과 같은 복잡하고 고부가가치 선박의 건설에 자주 사용된다.

### 부유형

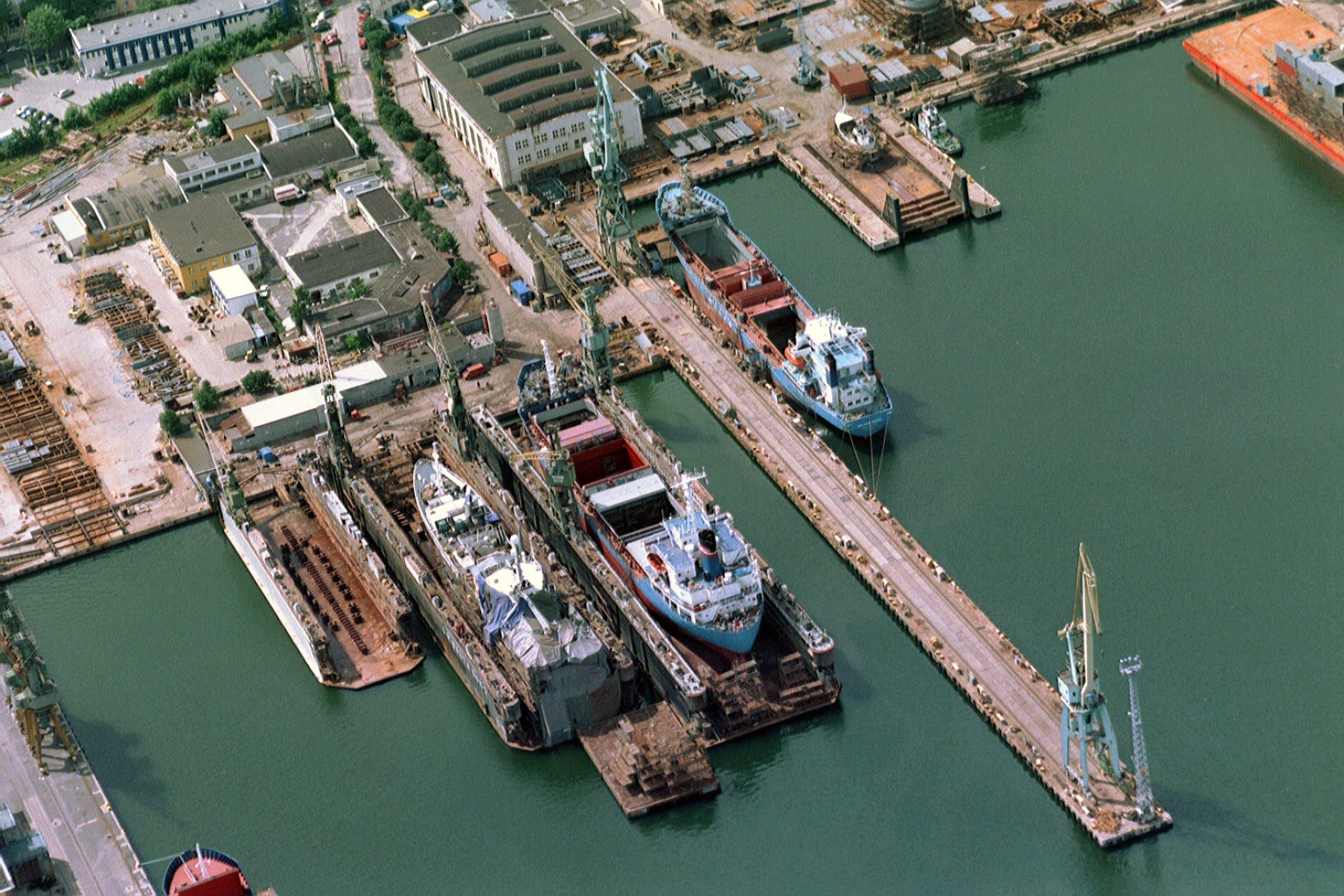
폴란드 그디니아의 부유형 도크

플로팅 드라이 도크는 침수 가능한 부력 챔버와 ‘U’자형 단면을 가진 드라이 도크 선박용 폰툰 유형이다. 벽은 바닥이나 데크가 수면 아래에 있을 때 드라이 도크의 안정성을 제공하는 데 사용된다. 밸브가 열리면 챔버가 물로 채워져 드라이 도크가 물 아래로 뜨게 된다. 갑판이 물에 잠기게 되어 선박이 내부의 위치로 이동할 수 있다. 물이 챔버 밖으로 펌핑되면 드라이 도크가 상승하고 배는 상승 데크에서 물 밖으로 들어 올려져 선체 작업이 진행될 수 있다.
대형 플로팅 드라이 도크에는 여러 개의 직사각형 구간이 포함된다. 이 섹션은 다양한 길이의 선박을 처리하기 위해 결합될 수 있으며, 섹션 자체는 다른 치수로 제공될 수 있다. 각 섹션에는 밸러스트를 비우고 필요한 서비스를 제공하기 위한 자체 장비가 포함되어 있으며, 선수 섹션을 추가하면 조립된 드라이 도크를 쉽게 견인할 수 있다. 소형 보트의 경우, 기존의 구식 바지선에서 원피스 플로팅 드라이 도크를 구성하거나 변환할 수 있으며, 잠재적으로 고유한 선수 및 조향 장치와 함께 제공된다.
조선소는 선박을 운반하거나 도킹하는 한 가지 방법으로 플로팅 드라이 도크를 운영한다. 플로팅 드라이도크는 버뮤다 석회암 군도에 있는 영국 해군 도크 야드와 같이 다공성 지반으로 인해 기존의 드라이도크를 사용할 수 없는 위치에서 중요하게 이용된다. 플로팅 드라이 도크의 또 다른 장점은 필요한 곳으로 이동할 수 있고 중고로도 판매할 수 있다는 것이다. 제2차 세계 대전 중에 미 해군은 원격 위치에서 유지보수를 제공하기 위해 이러한 보조 부유식 드라이도크를 광범위하게 사용했다. 이들의 두 가지 예는 1,000피트 AFDB-1과 850피트 AFDB-3이다. 후자는 괌에서 작업을 본 어드밴스 기지 플로팅 도크는 버지니아주 노퍽 근처에서 막혀 결국 메인주 포틀랜드로 견인되어 배스 철공소(Bath Iron Works) 수리 시설의 일부가 되었다.
플로팅 드라이 도크의 단점은 2018년 러시아 도크 PD-50에서와 같이 예정에 없던 침몰과 설계 외 다이빙이 발생할 수 있다는 것이다.
HMB-1(Hughes Mining Barge)은 씨새도우(Sea Shadow) 스텔스함의 개발뿐만 아니라 글로마 익스폴로러(Glomar Explorer) 함선 아래의 기계식 리프팅 장치의 비밀스런 이동을 지원하기 위해 잠수할 수도 있는 덮개가 있는 부유식 드라이도크이다.
1854년 뉴욕시에 지어진 그레이트 밸런스 도크는 진수 당시 세계에서 가장 큰 플로팅 드라이도크였다. 길이는 99m였으며, 8,000톤을 들어 올릴 수 있었으며, 당시 가장 큰 배를 수용할 수 있었다.

### 대체 드라이도크 시스템
그레이빙 도크 및 플로팅 드라이 도크 외에도 선박은 다음을 통해 드라이 도크 및 진수할 수도 있다.
- 해상 철도 — 최대 약 3000톤의 선박 중량까지 대형 선박 수리용
- 쉽리프트 — 수리 및 신축용. 선박 중량 800~25000톤
- 슬립웨이, Patent Slip — 소형 보트 수리 및 새로 만드는 대형 선박의 진수용

## 기타 용도
일부 드라이 도크는 교량, 댐 및 기타 대형 물체를 건설하는 동안 사용된다. 예를 들어 닐티얀스(Neeltje-Jans)의 인공섬에 있는 드라이 도크는 각각 무게가 18,000톤인 65개의 콘크리트 기둥으로 구성된 네덜란드의 대형 댐인 오스터셀더기링댐(Oosterscheldekering) 건설에 사용되었다. 기둥은 드라이도크에서 건설되어 해저의 최종 위치까지 견인되었다.
드라이 도크는 또한 보스턴의 실버 라인에서와 같이 침수된 튜브 터널의 요소를 제자리에 띄우기 전에 사전 제작하는 데 사용할 수 있다.

## Gallery

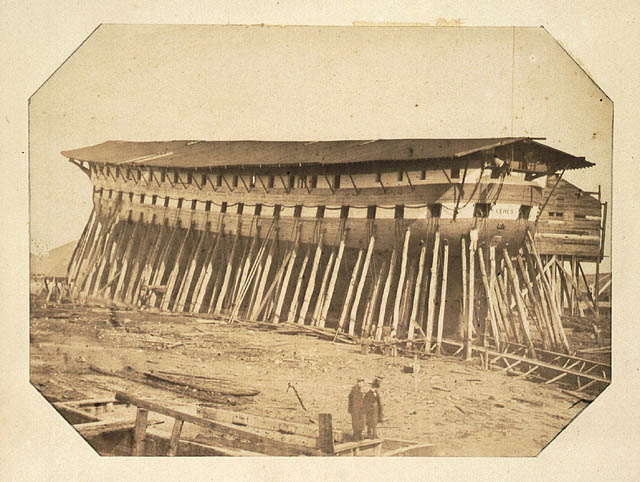
프랑스 디에프 드라이 독에 있는 상선 세레스 재건 1854-1855
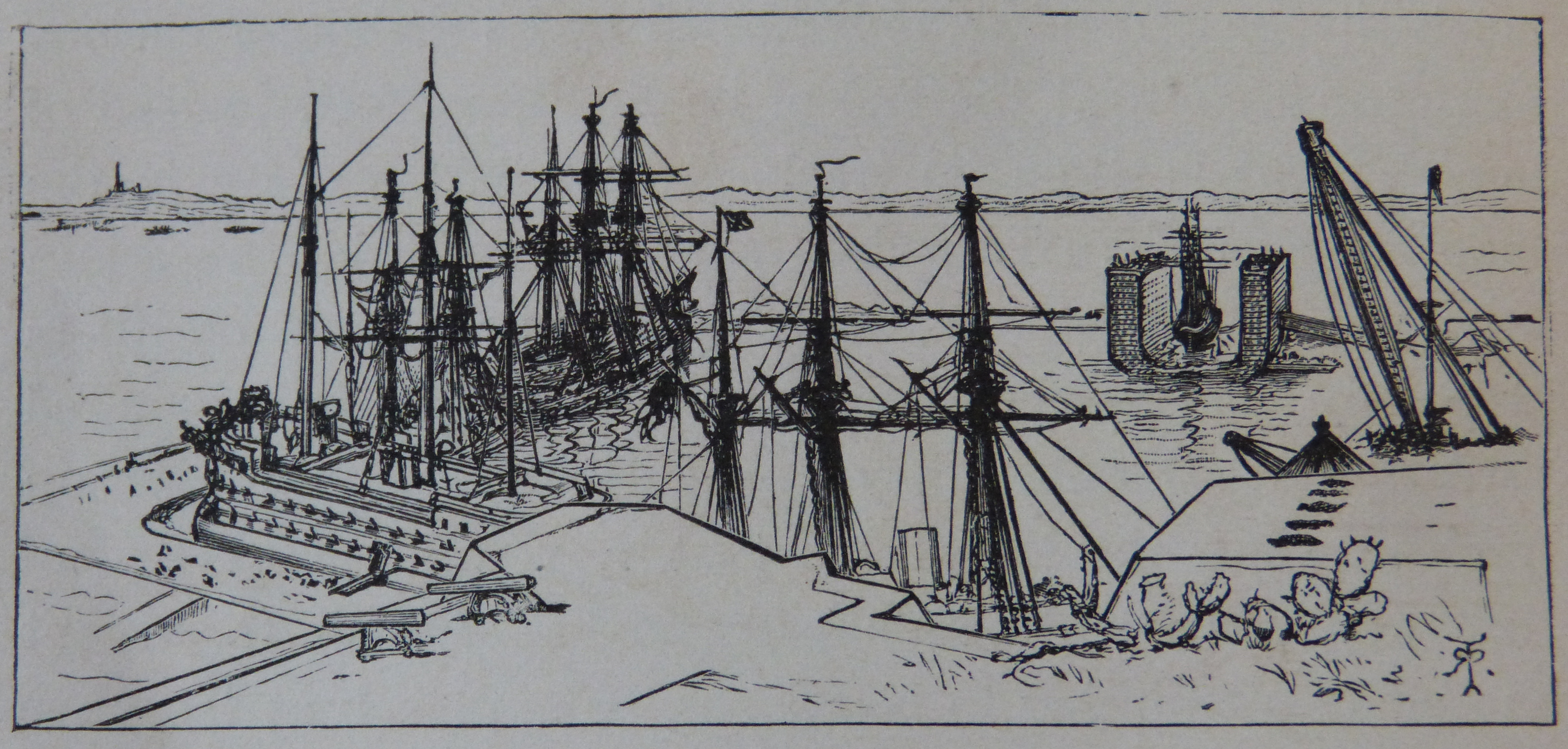
버뮤다 영국 해군 독야드, 안나 브래시가 1883년 본 풍경, 배경에 플로팅 도크
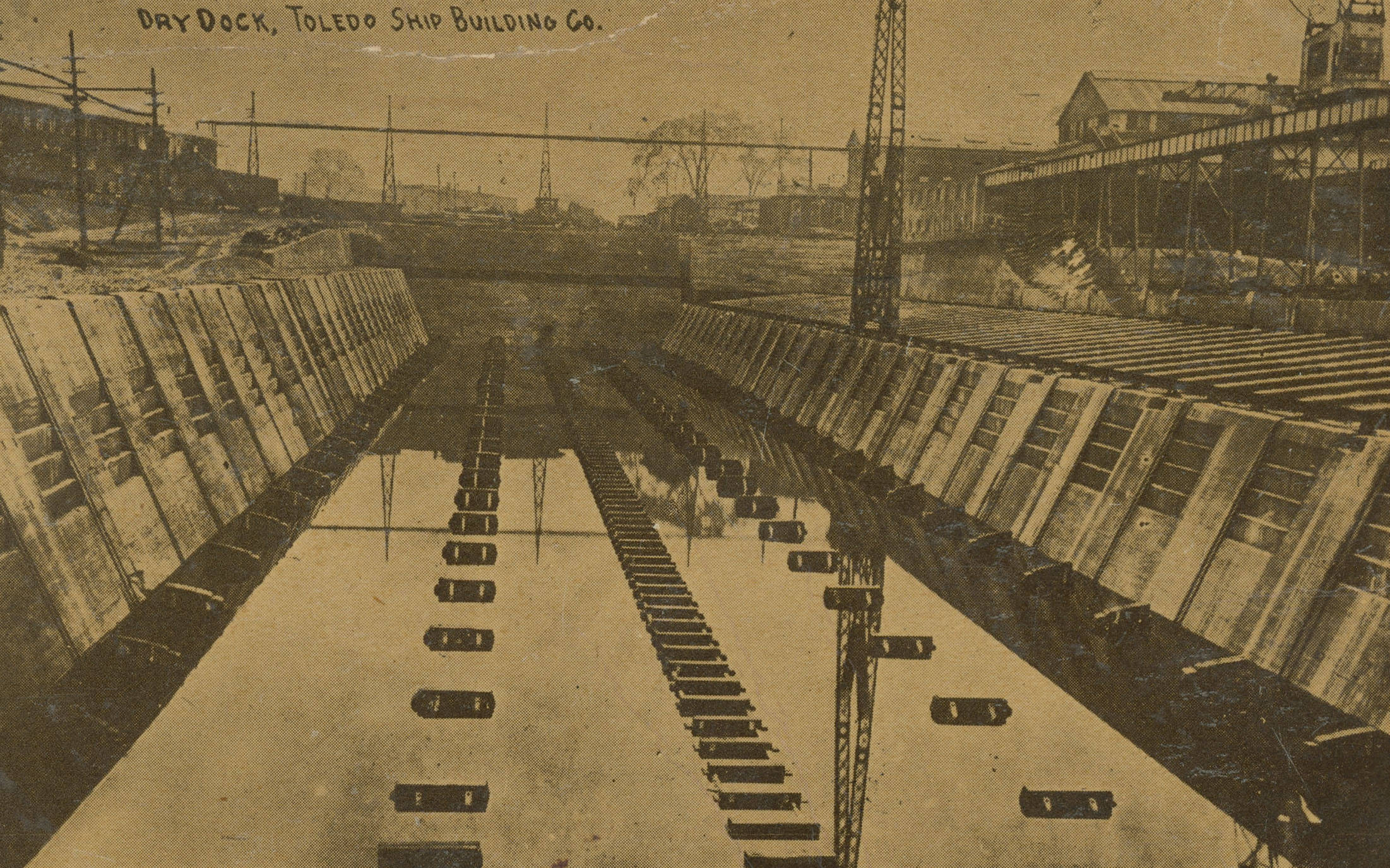
1912년 오하이오주 톨레도, 톨레도 선박 건조 회사
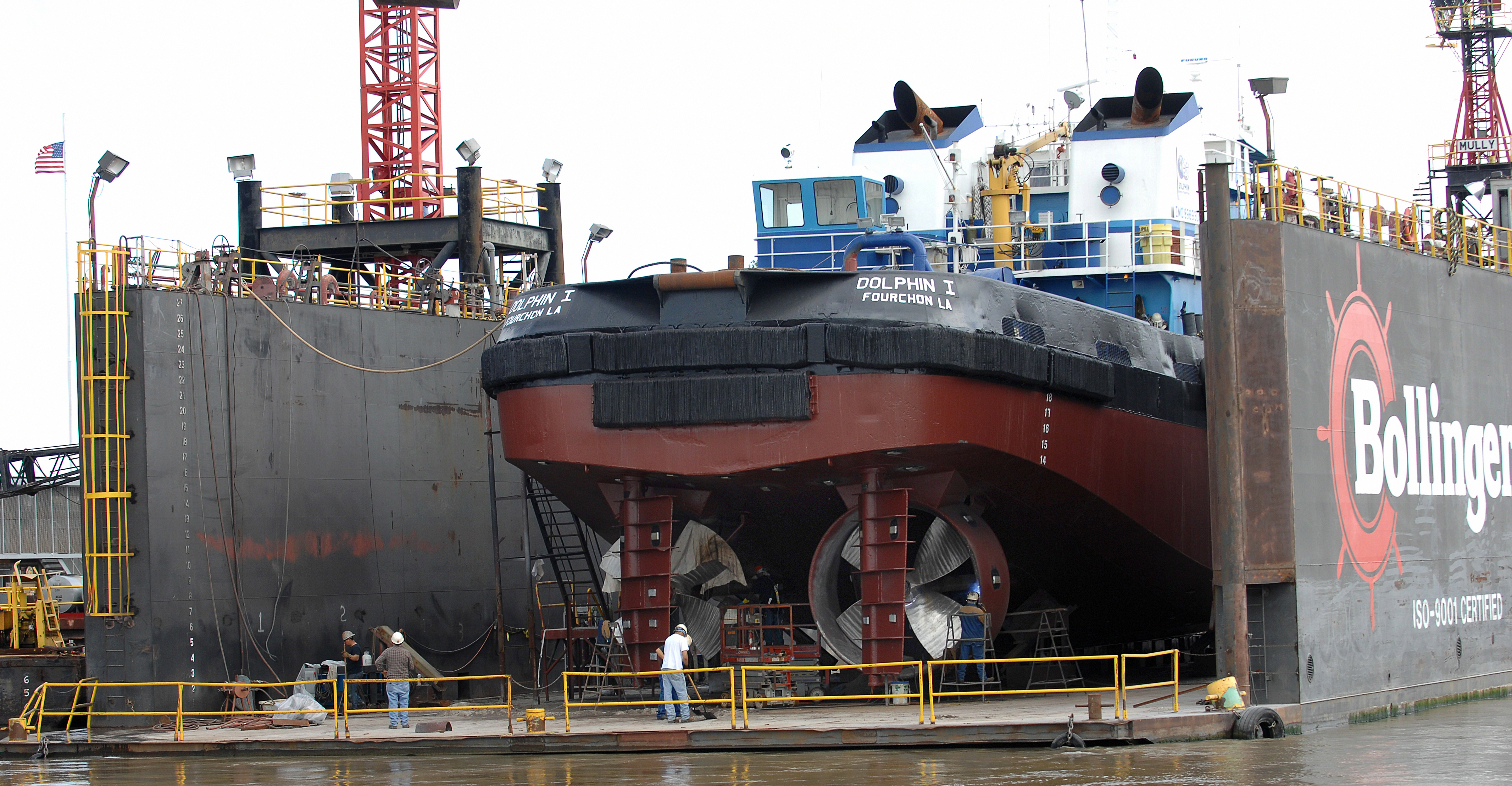
미시시피강의 견인선 돌핀 I 볼링거 조선소 플로팅 도크 #2, 루이지애나주 뉴올린스 앨지어즈
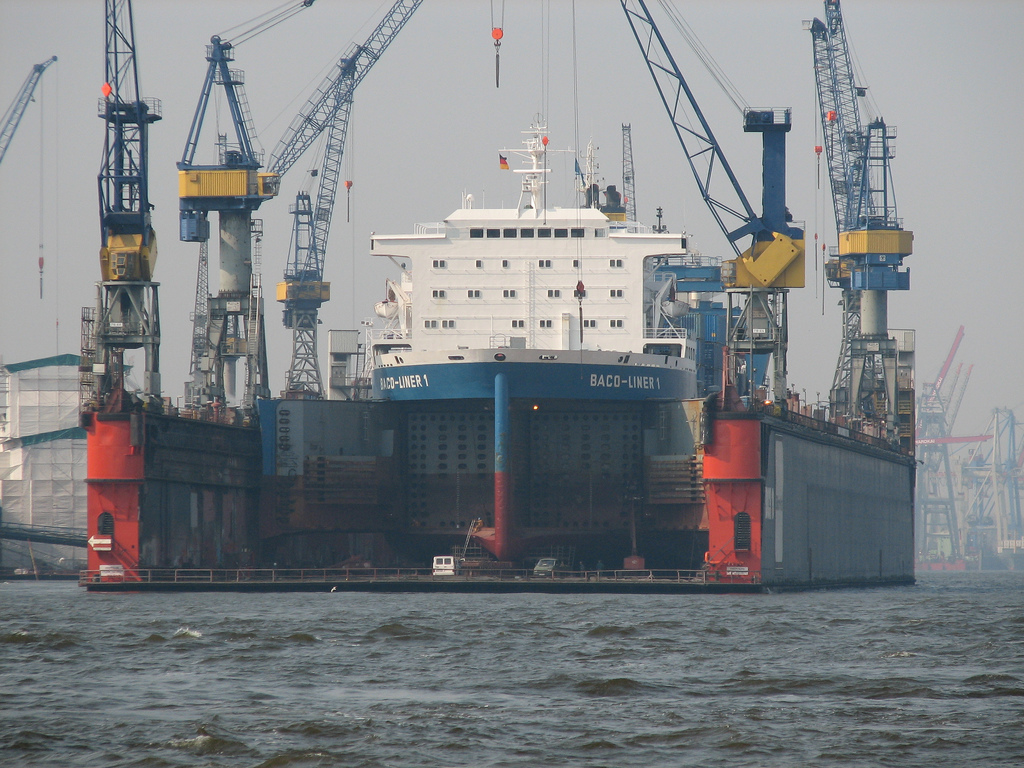
블롬 플루스 포스 10번 도크, 독일 함부르크항
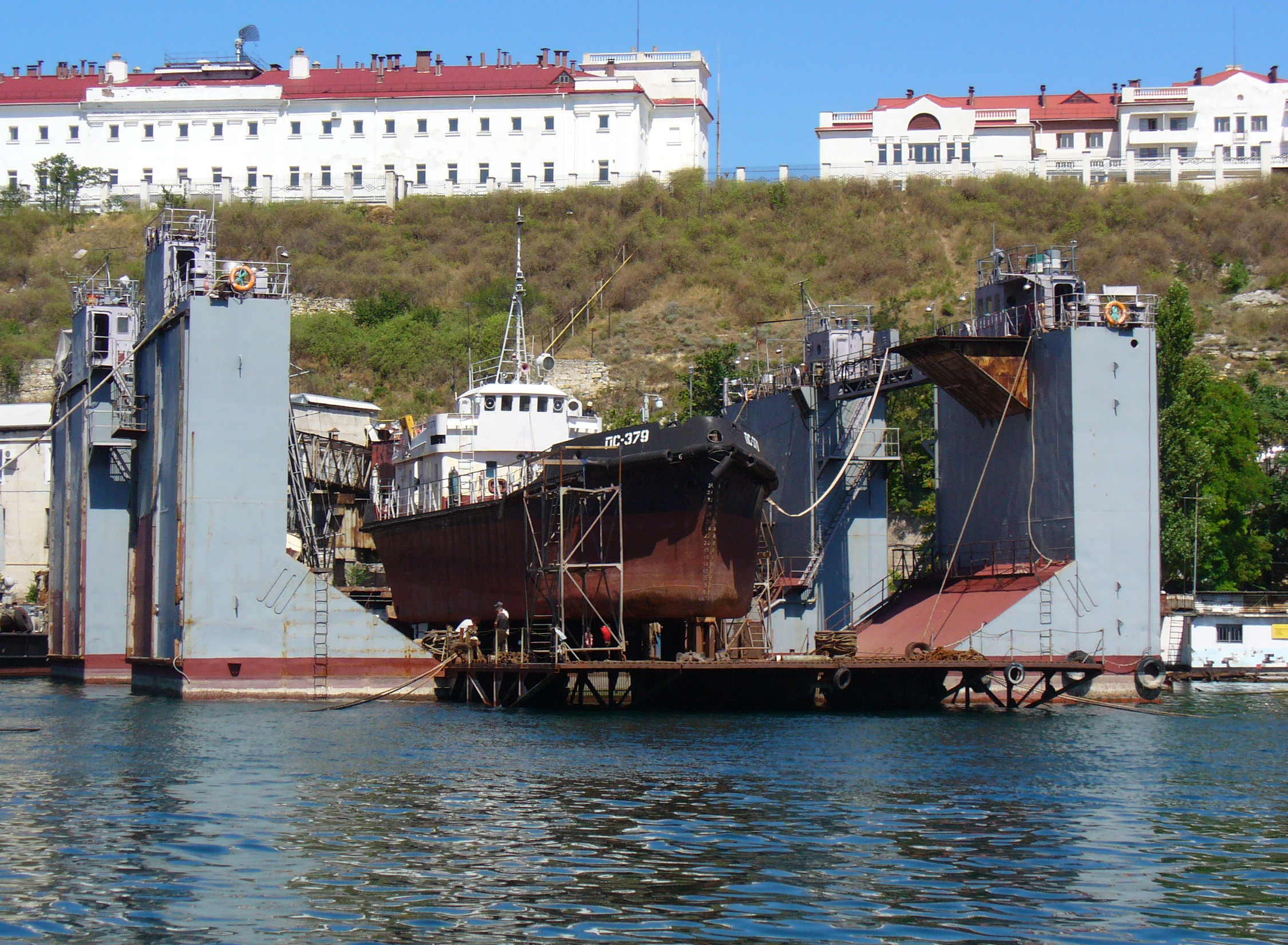
세바스토폴에 위치한 플로팅 도크
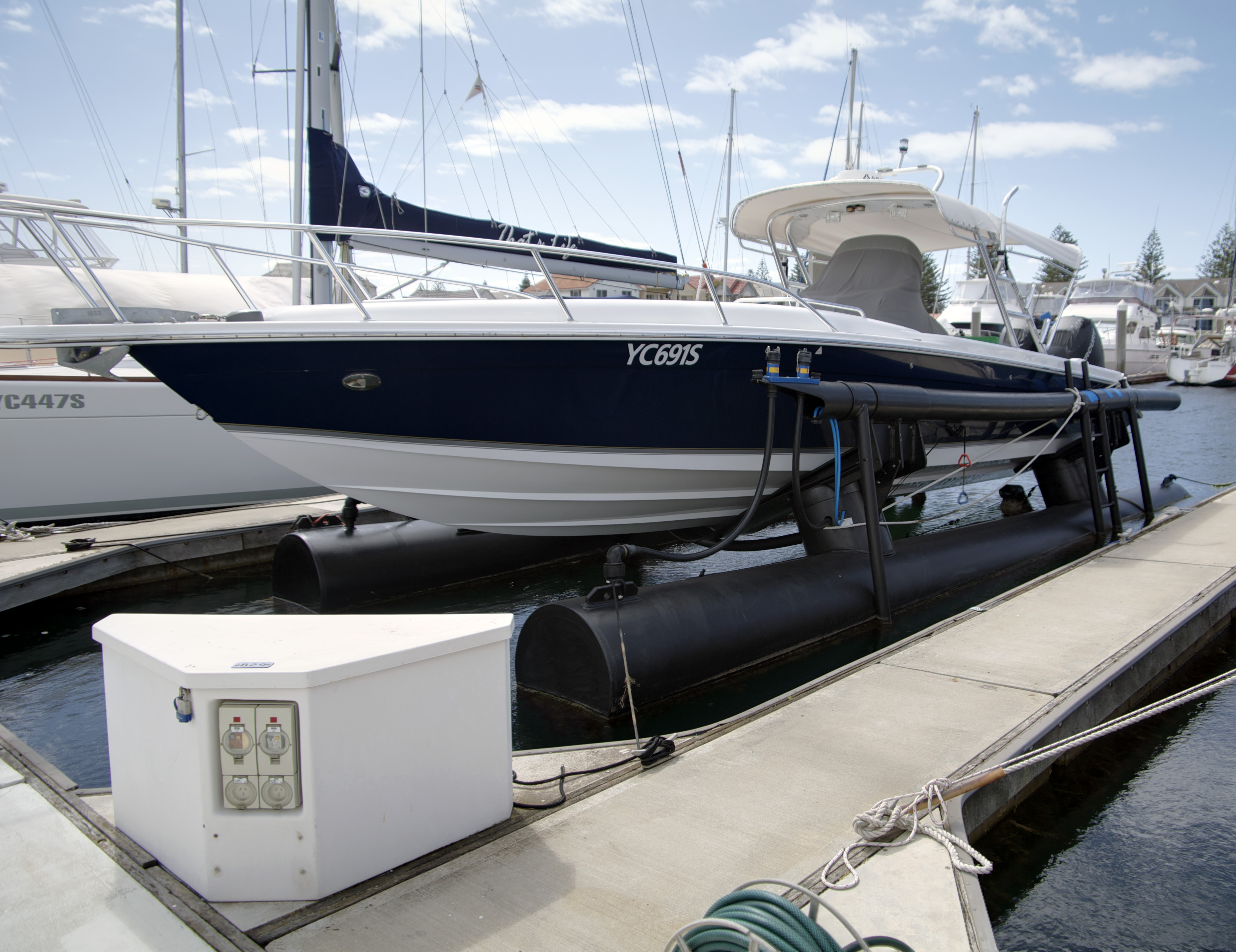
보트 리프트는 사용하지 않는 동안 작은 보트를 물 밖으로 내보내는 건조 독의 가벼운 형태이다.
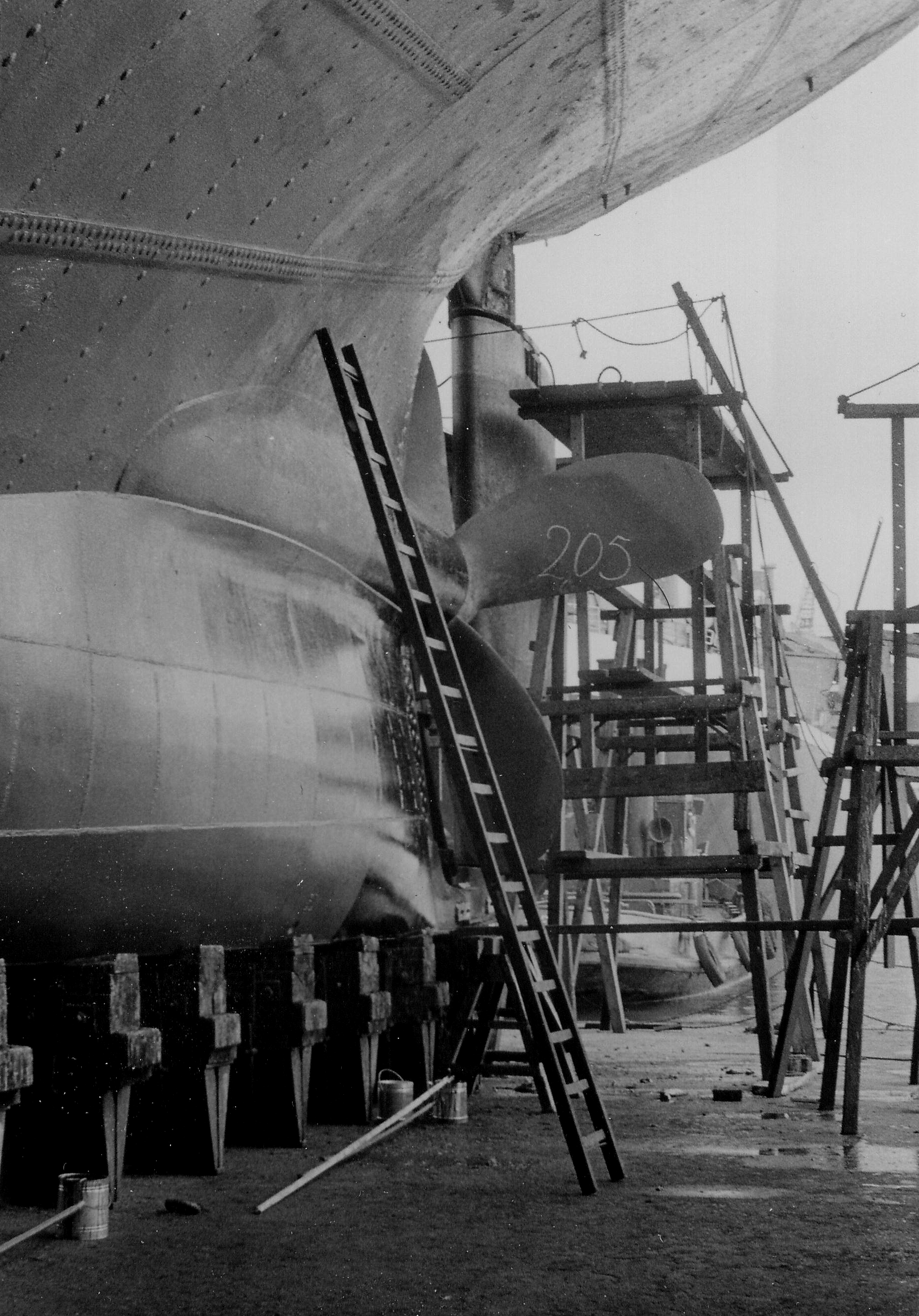
브레머 불칸 조선소의 프로펠러 및 방향타 검사 중 부유식 건조 독에 있는 선박
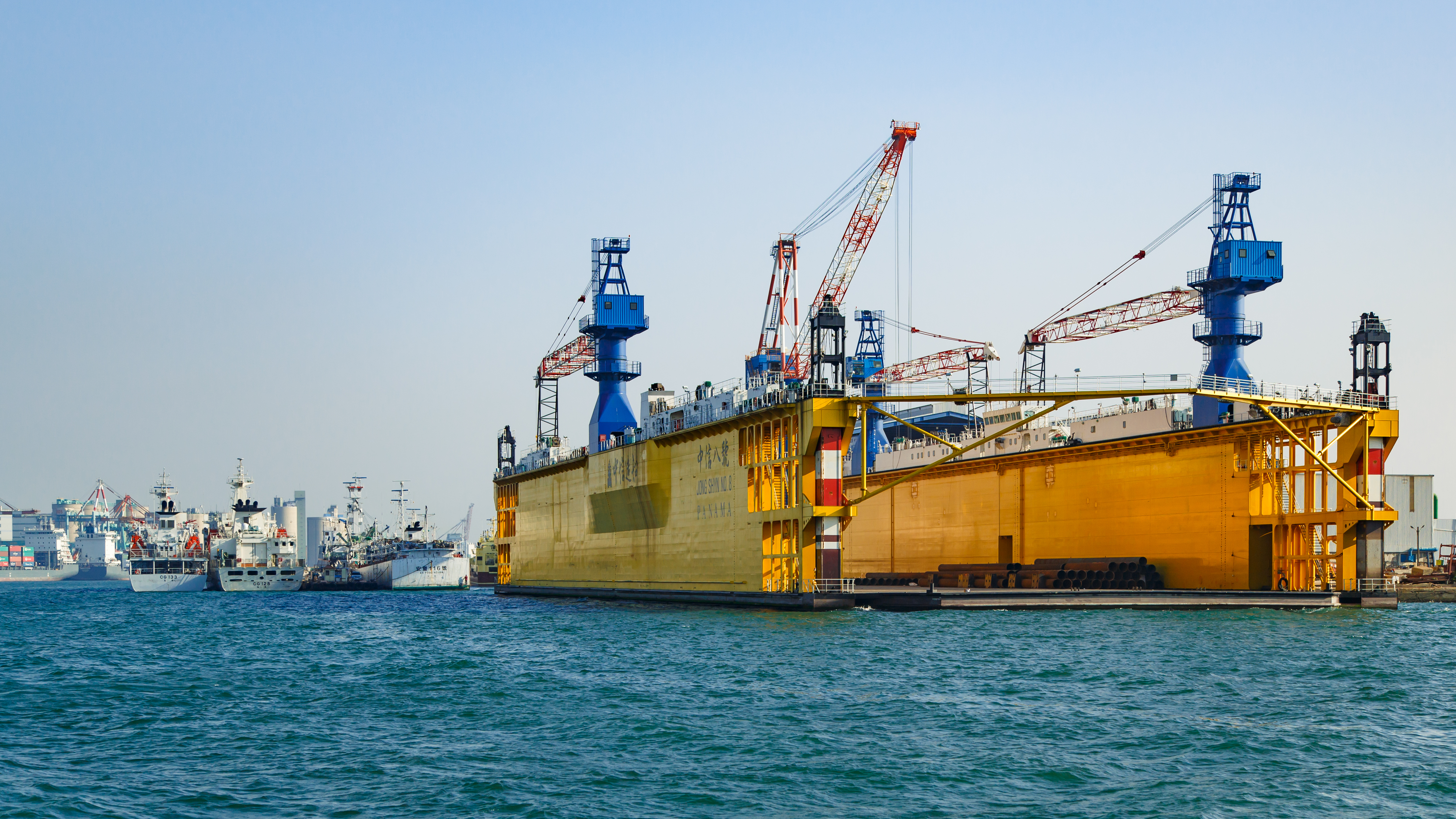
Floating dry dock Jong Shyn No. 8 in Kaohsiung Harbour, Taiwan
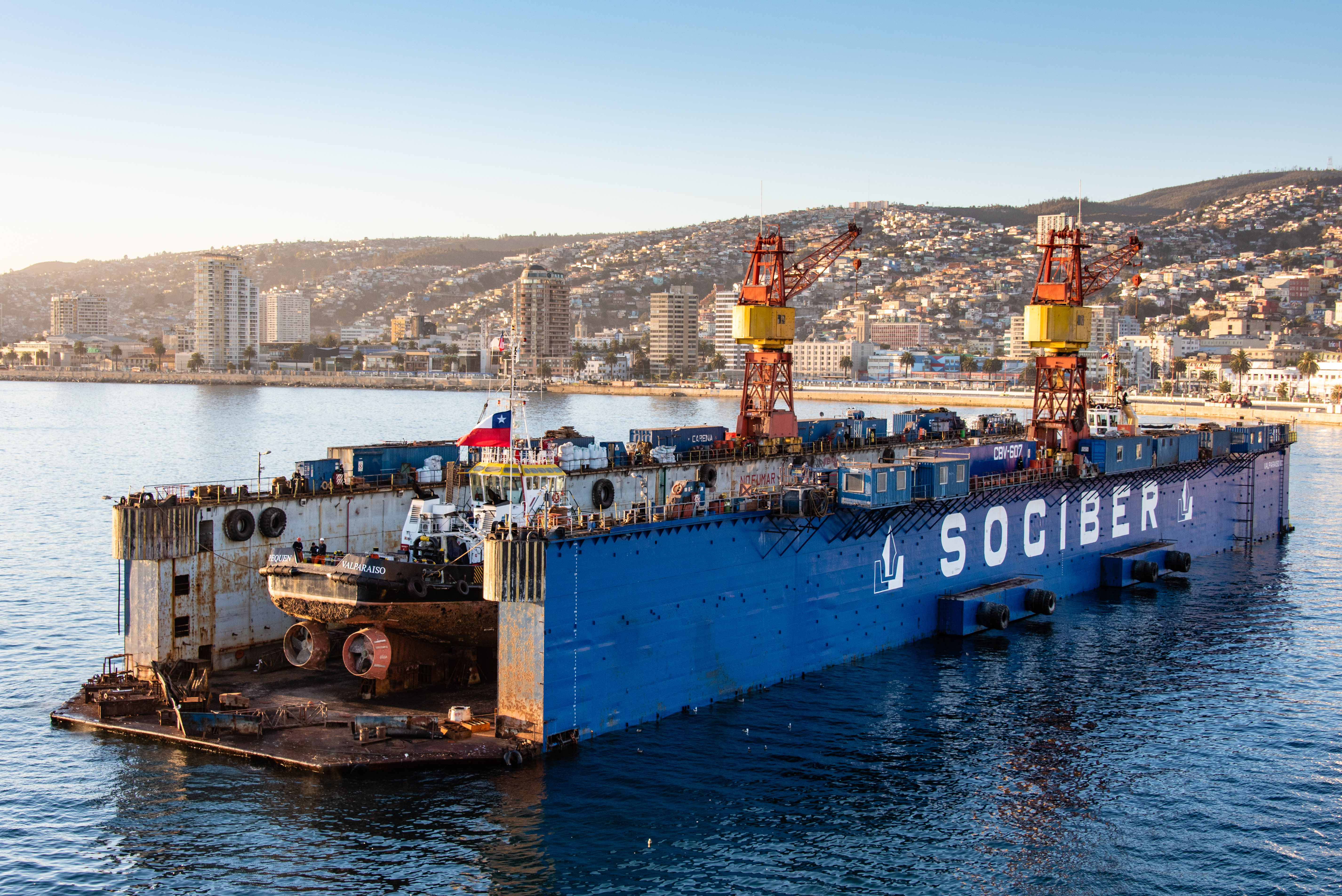
SOCIBER 예인선 페킨과 함께 있는 플로팅 도크, 발파라이소 III, 칠레 발파라이소 요람에서 작업 중
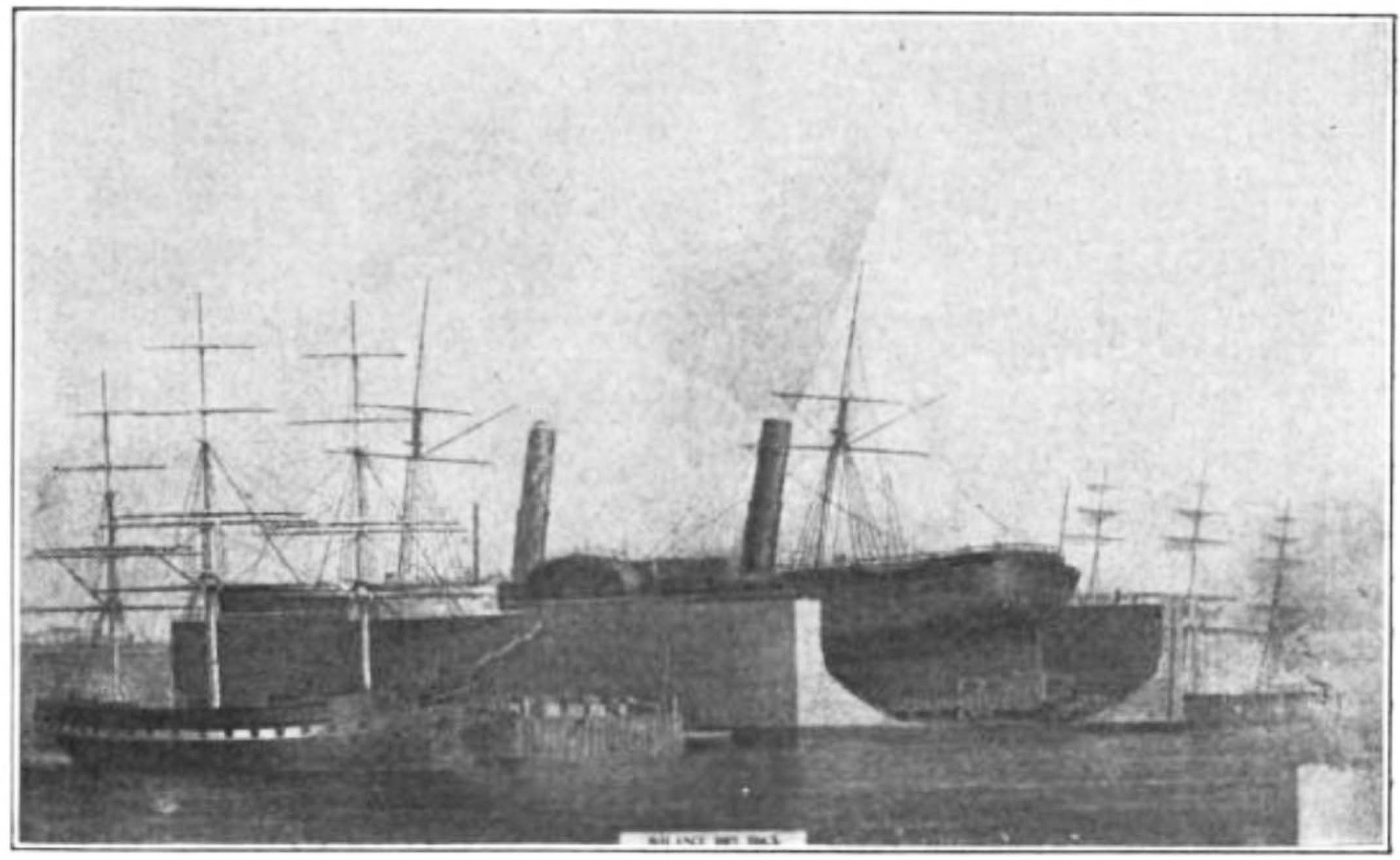
기선 아드리아틱호가 탑승한 그레이트 밸런스 도크, 1860년경